# Dawid Murek
Dawid Murek (ur. 24 lipca 1977 w Międzyrzeczu) – były polski siatkarz, grający na pozycji przyjmującego i libero, reprezentant kraju (w latach 1996–2008, ogółem 277 oficjalnych meczów w kadrze seniorów), uczestnik Igrzysk Olimpijskich (Ateny 2004), mistrzostw świata (1998, 2002) i Europy (2001, 2003, 2005) oraz Ligi Światowej (łącznie 112 spotkań w 9 edycjach w latach 1998–2006).

## Życie prywatne
Urodzony i wychowany w Międzyrzeczu. Od 1996 r. na stałe mieszka w Częstochowie (absolwent tamtejszego Zespołu Szkół Samochodowo-Budowlanych). Od 1999 r. był żonaty z Dorotą (rozwód sierpień 2022), z którą ma córkę Natalię (siatkarkę). Obecnie jego żoną jest siatkarka Marta Wellna.

## Przebieg kariery
Przygodę z siatkówką zaczynał w rodzinnym Międzyrzeczu – już na początku szkoły podstawowej (SP nr 3) – pod okiem Bogusława Kowalika. Jednocześnie trenował piłkę nożną w nieistniejącej już Sparcie Międzyrzecz, grywając w formacjach ofensywnych drużyny trampkarzy i juniorów młodszych. Dość wcześnie postawił jednak na volley i w wieku 14 lat został zawodnikiem sekcji siatkarskiej Młodzieżowego Klubu Sportowego Piast Międzyrzecz, występującym w makroregionalnej lidze juniorów. Po zaledwie dwóch latach znalazł się w kadrze II-ligowego Orła Międzyrzecz i w sezonie 1993/1994 zadebiutował w rozgrywkach seniorskich. Po zakończeniu sezonu 1995/1996 trafił do AZS Częstochowa, w barwach którego – we wrześniu 1996 – zaliczył debiut w polskiej ekstraklasie, a następnie europejskich pucharach. W 2001 przeszedł do Panathinaikosu Ateny, w którym spędził 4 lata. Następnie przez rok (sezon 2005/2006) występował w Serie A, jako zawodnik Cimone Modena. W 2006 wrócił do Polski i od sezonu 2006/2007 gra w PlusLidze (najpierw w Jastrzębskim Węglu, następnie w Skrze Bełchatów, później w AZS Częstochowa).
6 grudnia 2009, podczas wyjazdowego meczu PlusLigi Domexu Tytan AZS Częstochowa z ZAKSĄ Kędzierzyn-Koźle doznał poważnej kontuzji (pęknięta kość i naruszone więzadła krzyżowe). Po kilku miesiącach wrócił jednak do wyczynowego uprawiania sportu.
Od 27 grudnia 2020 do 27 października 2021 trener Volleyball Wrocław (od 3 czerwca 2020 do 27 grudnia 2020 i od 27 października 2021 do 10 grudnia 2021 pełnił w nim funkcję II trenera). Od czerwca 2022 był I trenerem Chemeko-System Gwardii Wrocław, grającej drużynie w I lidze.

## Kariera reprezentacyjna
Od początku lat 90. był podporą reprezentacji młodzieżowych i juniorskich, z którymi wywalczył: Mistrzostwo Europy Juniorów 1996 i Mistrzostwo Świata Juniorów 1997. We wrześniu 1996 ówczesny selekcjoner Wiktor Krebok powołał go po raz pierwszy do seniorskiej kadry narodowej. Formalnie debiut w niej zaliczył 14 września 1996 w przegranym 2:3 wyjazdowym spotkaniu przeciwko Słowacji w Puchovie, inaugurującym eliminacje do Mistrzostw Europy 1997.
- Liczba oficjalnych meczów w I reprezentacji Polski: 277 (stan na 10 stycznia 2008), w tym:
  - 6 na Igrzyskach Olimpijskich
  - 9 na Mistrzostwach Świata
  - 15 na Mistrzostwach Europy
  - 112 w Lidze Światowej
  - 135 pozostałych (eliminacyjne do IO, MŚ, ME + oficjalne towarzyskie)

## Sukcesy klubowe
Mistrzostwo Polski:
- 1997, 1999, 2009
- 2001, 2007
- 2000

Puchar Polski:
- 1998, 2009

Mistrzostwo Grecji:
- 2004
- 2002, 2003, 2005

Puchar Challenge:
- 2012

## Sukcesy reprezentacyjne
Mistrzostwa Europy Juniorów:
- 1996

Mistrzostwa Świata Juniorów:
- 1997

Memoriał Huberta Jerzego Wagnera:
- 2005

## Nagrody indywidualne
- 1996: Najlepszy sportowiec Międzyrzecza
- 2000: Najlepszy zagrywający siatkarz I Ligi w sezonie 1999/2000
- 2005: Najlepszy atakujący Memoriału Huberta Jerzego Wagnera
- 2008: Najlepszy przyjmujący Pucharu Polski
- 2012: MVP Pucharu Challenge

## Statystyki zawodnika
| Impreza                                | Punkty z ataku | Punkty z bloku | Asy serwisowe | Suma |
| Liga Światowa 2002                     | 159            | 28             | 10            | 197  |
| Mistrzostwa Świata 2002                | 50             | 13             | 7             | 70   |
| Liga Światowa 2003                     | 91             | 9              | 12            | 112  |
| Liga Światowa 2004                     | 93             | 14             | 5             | 112  |
| Igrzyska Olimpijskie 2004              | 65             | 4              | 9             | 78   |
| Liga Światowa 2005                     | 38             | 1              | 4             | 43   |
| Kwalifikacje do Mistrzostw Świata 2006 | 6              | 3              | 1             | 10   |
| Liga Światowa 2006                     | 86             | 4              | 6             | 96   |